# Zatoka Potoku Czarnego
Zatoka Potoku Czarnego – zatoka Jeziora Solińskiego położona w południowo-wschodniej części akwenu, na terenie gminy Czarna, w Górach Sanocko-Turczańskich. Jest to największa zatoka w dolinie Sanu jeziora Solińskiego. 
Zatoka odchodzi na południowy wschód od głównego akwenu, od którego oddziela ją tzw. Wielka Brama. Ma długość 2,5 kilometra i szerokość nie przekraczającą trzystu metrów. Oba brzegi porasta las liściasty złożony przede wszystkim z buków i grabów. Brzegi wznoszą się do wysokości 485 m n.p.m. po stronie północnej i 539 m n.p.m. po stronie południowej (stoki Otrytu). Oprócz lokalnych cieków do zatoki wpływają Paniszczówka i Czarny. Zatoka jest płytka, a po obu jej stronach istnieją rozległe mielizny.
Na brzegu południowym znajduje się wieś Chrewt z licznymi ośrodkami wypoczynkowymi, gastronomią, campingiem i przystaniami (m.in. PTTK, Śląski Uniwersytet Medyczny, LOK). Przez Chrewt przebiega droga wojewódzka nr 894. Przy końcu zatoki przechodzi  niebieski szlak pieszy z Ustrzyk Dolnych do Wołosatego.